# Straja (Căpușu Mare), Cluj
Straja (în maghiară Gesztrágy) este un sat în comuna Căpușu Mare din județul Cluj, Transilvania, România.

## Date geografice
Altitudinea medie: 559 m.

## Istoric
Sat întemeiat de unguri. 
Distrus în jurul anului 1600. Vreme îndelungată nelocuit. 
Repopulat cu români in jurul anului 1730.

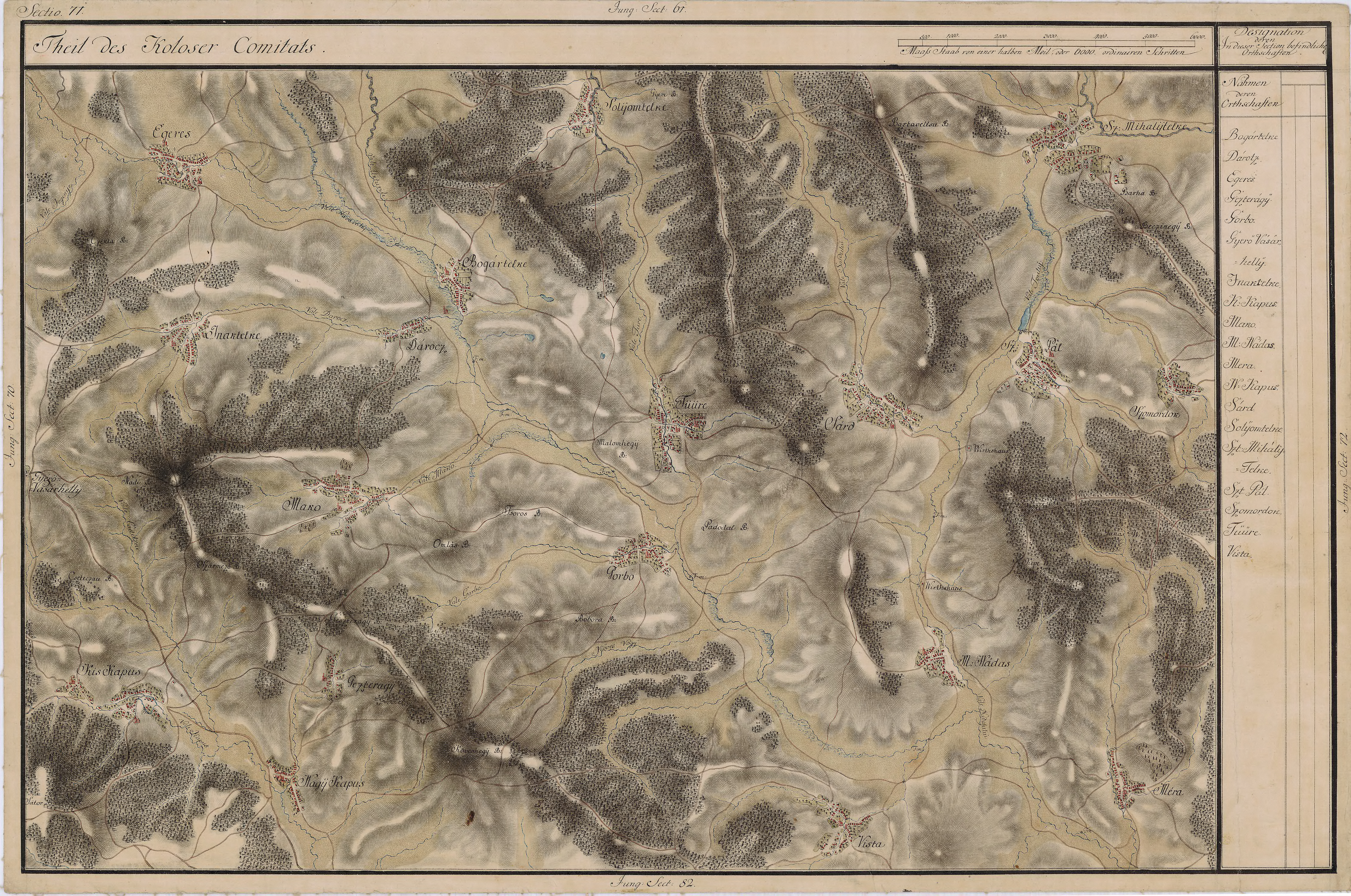
Straja pe Harta Iosefină a Transilvaniei, 1769-1773

## Lăcașuri de cult
- Biserica românească de lemn „Sf. Trei Ierarhi", cu picturi murale executate de Dimitrie Ispas din Gilău.